# تیپ ۸ زرهی هاتیفا شمونه

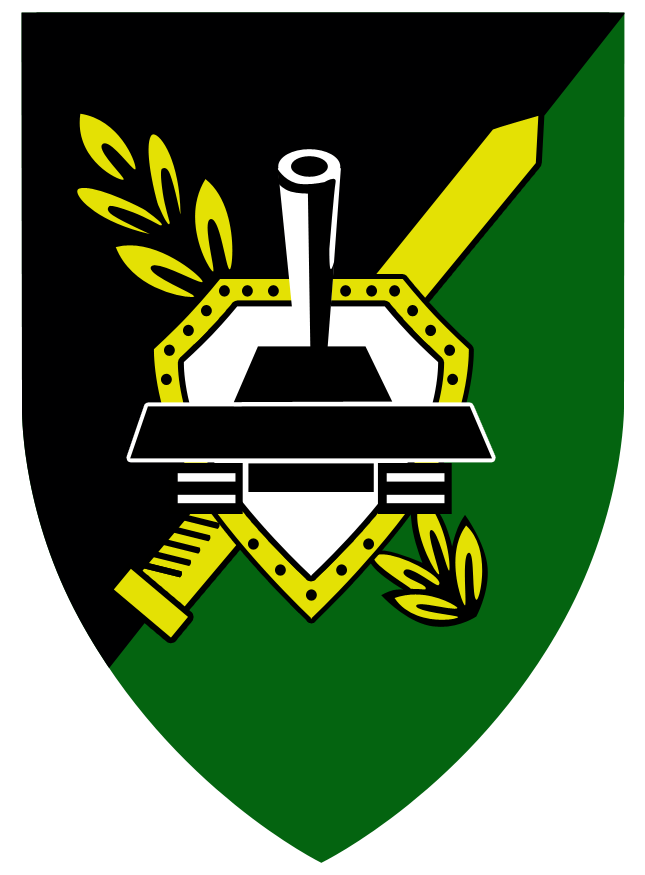
نشان تیپ ۸

تیپ ۸ زرهی (عبری: חטיבה שמונה‎) یک تیپ مکانیزه اسرائیلی بود که مقر آن در نزدیکی اورشلیم قرار داشت. این اولین تیپ زرهی نیروهای دفاعی اسرائیل بود که دارای تانک، جیپ و نفربر زرهی بود، در حالی که سایر واحدهای اسرائیل در آن زمان کاملاً پیاده نظام بودند.
این تیپ به دلایل روحی «زرهی» نامیده می‌شد، اگرچه در واقعیت فقط یک گروهان تانک (بعداً در جنگ، دو گروهان) و یک گروهان نفربر (این گروهان تبدیل به گردان زرهی تیپ شدند) و یک گردان هجومی متشکل از جیپ داشت.

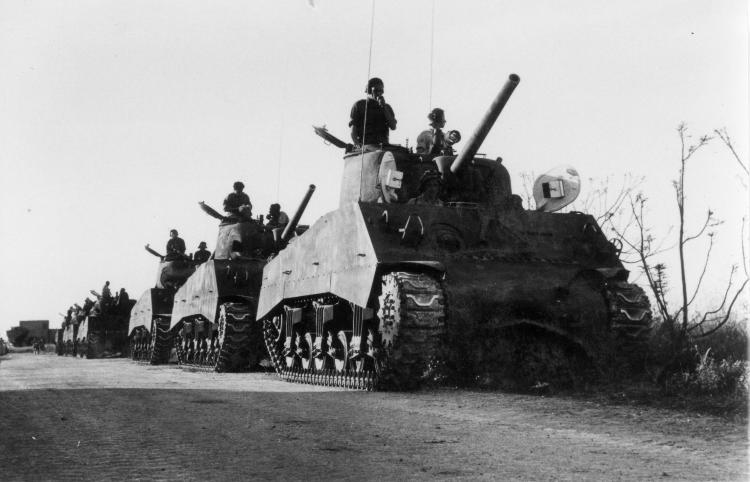
تیپ ۸ زرهی، سال ۱۹۴۸

اولین فرمانده تیپ اسحاق سده بود.